# Grafmonument van A.J. Egberts-van den Boom
Het grafmonument van A.J. Egberts-van den Boom is een vroeg-20e-eeuws grafmonument op begraafplaats Orthen in de Nederlandse stad 's-Hertogenbosch.

## Achtergrond
Schippersdochter Alberdina Johannetta van den Boom (1879-1909) werd geboren in Den Bosch. Ze trouwde er in 1902 met Jan Willem Egberts (1873-1946), tweede luitenant bij de infanterie. Ze overleed zeven jaar later, op 30-jarige leeftijd. Haar eclectisch grafmonument werd gemaakt in het atelier van N. Glaudemans en Zn. in Den Bosch. 

## Beschrijving
Het monument bestaat uit een licht aflopende graftombe, binnen een hekwerk van zes geornamenteerde zuiltjes verbonden met een ijzeren schakelketting. Op de liggende grafplaat is een stele geplaatst, met rotsachtige opbouw, waarboven een klassieke vrouwenfiguur is geplaatst. De vrouw houdt haar hoofd licht geheven en heeft in haar rechterhand een kleine schriftrol. Haar linkerhand rust op een anker.

## Waardering
Het grafmonument werd in 2002 als rijksmonument in het Monumentenregister opgenomen, vanwege de "cultuurhistorische waarde als bijzondere uitdrukking van een sociale en geestelijke ontwikkeling, in het bijzonder de ontwikkeling van de katholieke grafcultuur, het is tevens van belang als illustratie van de typologische ontwikkeling van het grafmonument. Het graf heeft ensemblewaarden als onderdeel van een groter geheel met cultuurhistorische, architectuurhistorische en typologische samenhang."